# MFK Topvar Topoľčany
Mestský futbalový klub Topvar Topoľčany w skrócie MFK Topvar Topoľčany – słowacki klub piłkarski grający w trzeciej lidze słowackiej, mający siedzibę w mieście Topolczany.

## Historia
Klub został założony w 1912 roku. W latach 1938–1939 grał w 1. slovenskej lidze. Za czasów istnienia Czechosłowacji największym sukcesem klubu był awans do drugiej ligi czechosłowackiej. Grał w niej w latach 1950-1959 i 1960-1965. Z kolei po rozpadzie Czechosłowacji klub rozpoczął grę od trzeciej ligi słowackiej. W sezonach 2001/2002 i 2002/2003 grał w drugiej lidze.

## Historyczne nazwy
- 1912 – Nagytapolcsanyi LTE (Nagytapolcsanyi Labda-Rúgo és Tenisz Egylet)
- 1913 – Nagytapolcsanyi SK (Nagytapolcsányi Sport Kör)
- 1918 – RTJ Topoľčany (Robotnícka telovýchovná jednota Topoľčany)
- 1921 – ŠK Topoľčany (Športový klub Topoľčany)
- 1923 – AC Sparta Topoľčany (Atletický club Sparta Topoľčany)
- 1929 – AC Juventus Topoľčany (Atletický club Juventus Topoľčany)
- 1939 – AŠC Juventus Topoľčany (Atletický športový club Juventus Topoľčany)
- 1939 – TS Topoľčany (Telovýchovný spolok Topoľčany)
- 1952 – TJ Spartak Topoľčany (Telovýchovná jednota Spartak Topoľčany)
- 1995 – MFK Topoľčany (Mestský futbalový klub Topoľčany)
- 1996 – MFK VTJ Topoľčany (Mestský futbalový klub Vojenská telovýchovná jednota Topoľčany)
- 2003 – MFK Topvar Topoľčany (Mestský futbalový klub Topvar Topoľčany)

## Stadion
Domowe mecze klub rozgrywa na stadionie o nazwie Mestský štadión Vojtecha Schotterta, położonym w mieście Topolczany. Stadion może pomieścić 5000 widzów.